# Amsterdam, New York

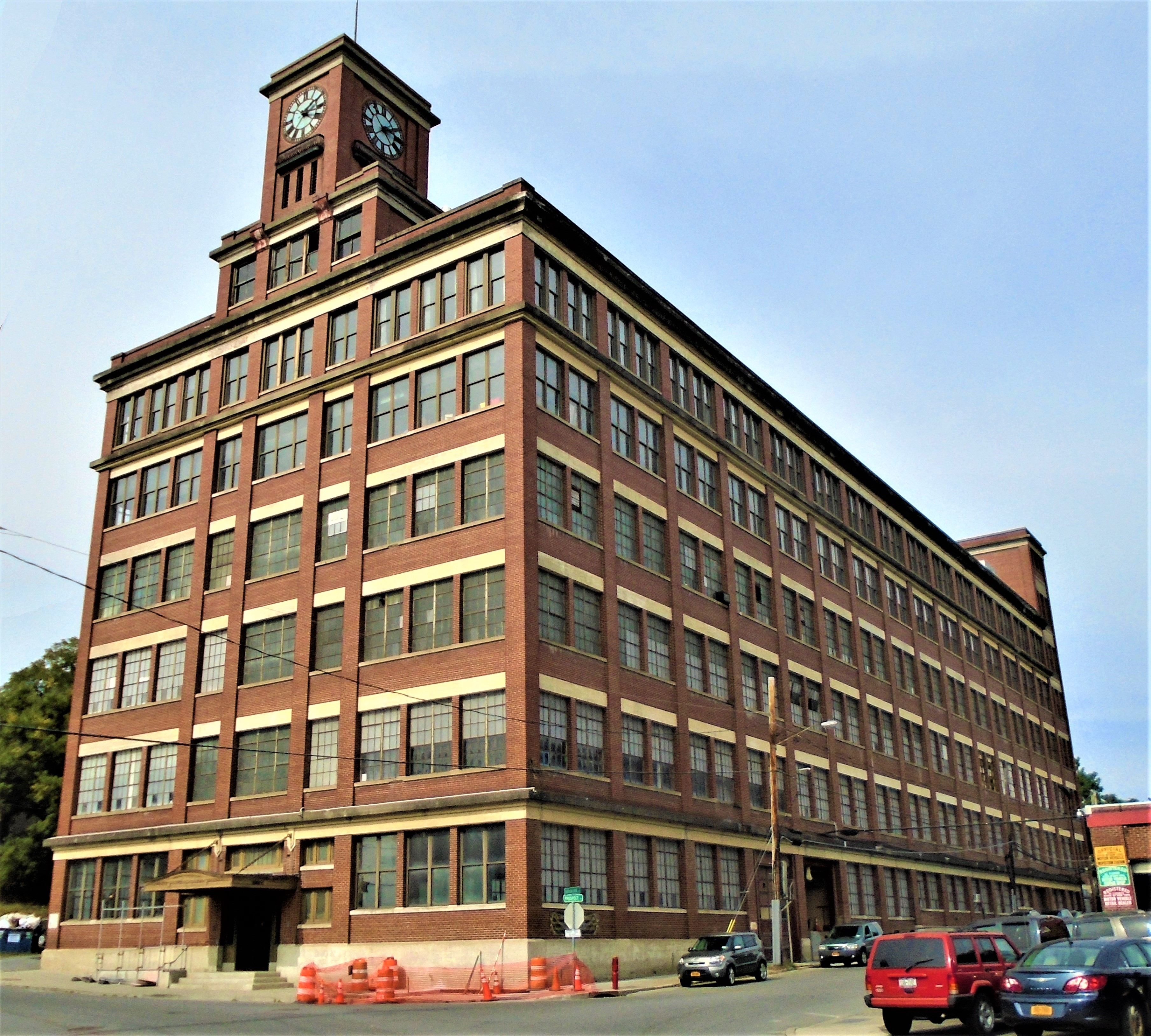
Sanford Clock Tower, byggt 1922 i Amsterdam.

Amsterdam är två intilliggande kommuner i Montgomery County i delstaten New York i USA. Den ena kommunen räknas som city (stad) och den andra (den befolkningsmässigt mindre, inkluderande omgivande landsbygd) som town. Den sammanlagda ytan är 94,9 kvadratkilometer och befolkningen uppgår till cirka 24 000 invånare (2000). Amsterdam ligger vid floden Mohawk River, en biflod till Hudsonfloden, cirka 60 km nordväst om staden Schenectady.